# Тиранка світлогорла
Тиранка світлогорла (Myiobius sulphureipygius) — вид горобцеподібних птахів родини бекардових (Tityridae).

## Поширення
Вид поширений у Центральній Америці та на заході Колумбії та Еквадору. Його природне середовище проживання- субтропічний або тропічний вологий низинний ліс.

## Опис
Дрібний птах, завдовжки 12 см. Він має оливково-коричневу голову і верхню частину спини, чорнуваті крила і хвіст, а також буруваті груди і боки. Обличчя та очі сірі, а горло білувате. Пляма на крупі світло-жовта і поширюється до середини спини. Живіт також жовтий.

## Спосіб життя
Його раціон складається переважно з комах та інших членистоногих, дрібних плазунів та фруктів.